# (4365) Ivanova
(4365) Ivanova es un asteroide perteneciente al cinturón de asteroides, descubierto el 7 de noviembre de 1978 por Eleanor F. Helin y el también astrónomo Schelte John Bus desde el Observatorio del Monte Palomar, Estados Unidos.

## Designación y nombre
Designado provisionalmente como 1978 VH8 . Fue nombrado Ivanova en honor a la astrónoma búlgara Violeta G. Ivanova.

## Características orbitales
Ivanova está situado a una distancia media del Sol de 2,850 ua, pudiendo alejarse hasta 3,005 ua y acercarse hasta 2,696 ua. Su excentricidad es 0,054 y la inclinación orbital 1,042 grados. Emplea 1758 días en completar una órbita alrededor del Sol.

## Características físicas
La magnitud absoluta de Ivanova es 12,6. Tiene 7,389 km de diámetro y su albedo se estima en 0,324. Está asignado al tipo espectral.